# Epicikloida
Epicikloida je ravninska krivulja, ki nastane pri spremljanju izbrane točke na krožnici (imenuje se epicikel), ki se brez drsenja vrti po drugi negibni krožnici. Krivulja, ki nastane, je posebni primer rulete.
Če ima manjša krožnica polmer {\displaystyle r\,} večja pa {\displaystyle R=kr\,}, potem je parametrična enačba epicikloide dana z:
{\displaystyle x(\theta )=(R+r)\cos \theta -r\cos \left({\frac {R+r}{r}}\theta \right)\!\,}
{\displaystyle y(\theta )=(R+r)\sin \theta -r\sin \left({\frac {R+r}{r}}\theta \right)\!\,,}
ali:
{\displaystyle x(\theta )=r(k+1)\cos \theta -r\cos \left((k+1)\theta \right)\!\,}
{\displaystyle y(\theta )=r(k+1)\sin \theta -r\sin \left((k+1)\theta \right)\!\,.}
- Kadar je {\displaystyle k\,} celo število, je krivulja zaprta in ima točno {\displaystyle k\,} ostrih kotov (oziroma toliko lokov), v katerih ni diferenciabilna.
- Če je {\displaystyle k\,} racionalno število (npr. {\displaystyle k=p/q\,}), potem ima krivulja {\displaystyle p\,} lokov.
- Če je {\displaystyle k\,} iracionalno število, se krivulja nikoli ne zaključi (zapre). V tem primeru tvori gosto množico v prostoru med večjo krožnico in krožnico s polmerom {\displaystyle R+2r\,}.

## Zgledi različnih epicikloid
- Zgledi epickloid za različne k
- k = 1
- k = 2
- k = 3
- k = 4
- k = 2,1 = 21/10
- k = 3,8 = 19/5
- k = 5,5 = 11/2
- k = 7,2 = 36/5

## Povezave z drugimi krivuljami
- epicikloida je posebni primer epitrohoide.
- epicikloida z enim lokom se imenuje srčnica (kardioida).
- epicikloida in njena evoluta sta podobni.